# Gertruida Wijsmuller-Meijer

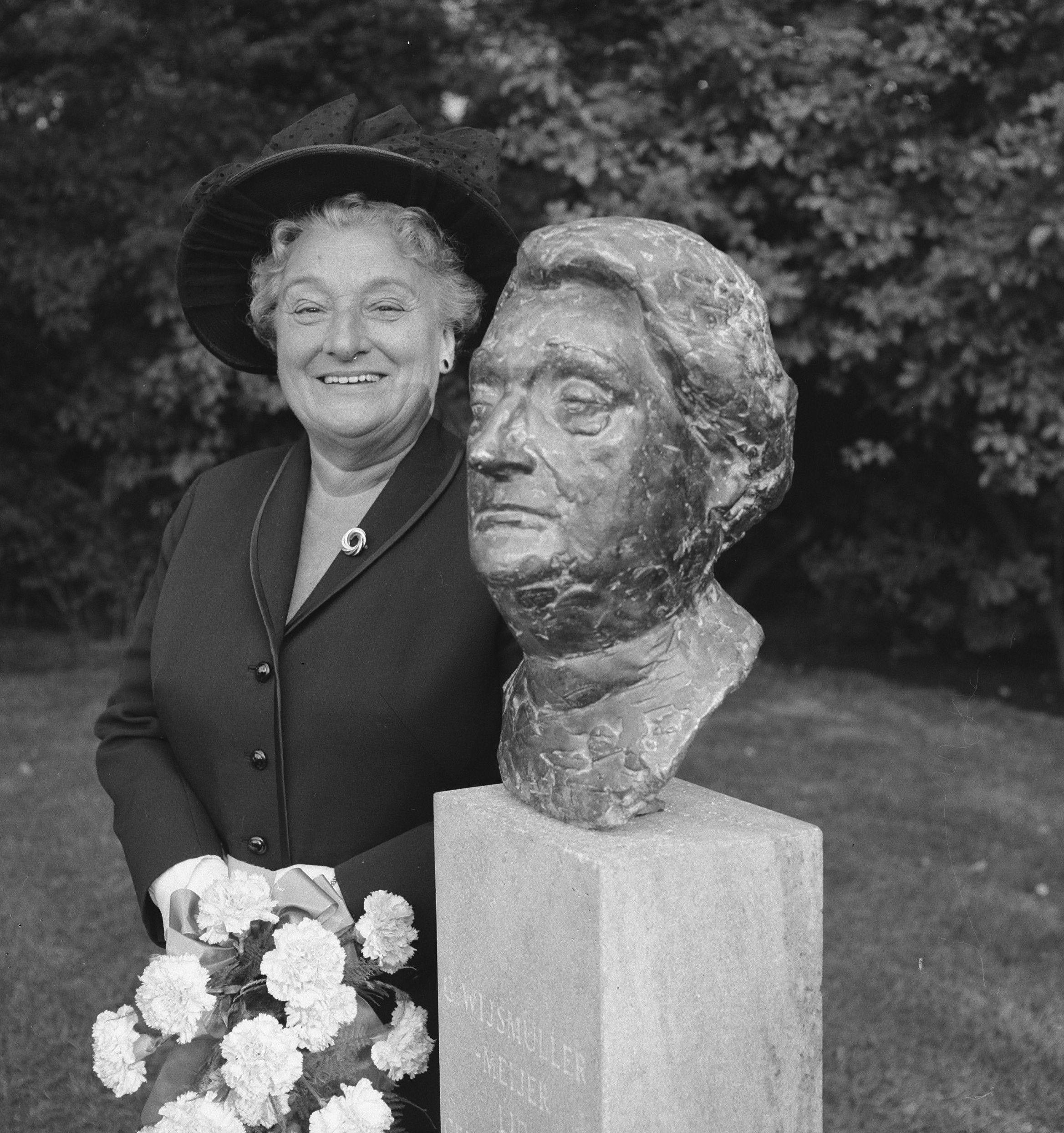
Gertruida Wijsmuller-Meijer nel 1965

Geertruida Wijsmuller-Meijer (Alkmaar, 21 aprile 1896 – Amsterdam, 30 agosto 1978) è stata un'attivista olandese combattente della resistenza olandese che ha portato al sicuro diversi bambini e adulti ebrei prima e durante la seconda guerra mondiale. Insieme ad altre persone coinvolte nel Kindertransport prebellico, ha salvato la vita a più di 10.000 bambini ebrei, in fuga dall'antisemitismo. È stata onorata come Giusta tra le nazioni da Yad Vashem. Dopo la guerra ha prestato servizio nel consiglio comunale di Amsterdam.

## Biografia

### Primi anni di vita
Geertruida Wijsmuller-Meijer, conosciuta come "Truus" dalla sua famiglia, è nata nella città di Alkmaar . Era la primogenita di Jacob Meijer, commerciante, e di Hendrika Boer, sarta. Per due anni ha frequentato la Scuola di Commercio. I suoi insegnanti la descrissero come un "caso disperato, anche se diligente". Ma gradualmente le cose migliorarono, nel 1913 la famiglia si trasferì ad Amsterdam. I suoi genitori le insegnarono come difendere le persone e, dopo la prima guerra mondiale, diedero un esempio di aiuto ai bisognosi accogliendo un ragazzo austriaco senza casa.
Un anno dopo, trova lavoro in banca, dove ha incontrato il suo futuro marito, il banchiere JF (Joop) Wijsmuller. Si sposarono nel 1922 e andarono a vivere a Nassaukade e Wijsmuller smise di lavorare come era consuetudine in quel tempo. Quando è diventato chiaro che non riuscivano ad avere figli, Wijsmuller si impegnò in attività sociali. Suo marito l'ha sostenuta in tutte le sue attività. Dal 1933 potevano sempre contare sul loro assistente, Cietje Hackmann. Si prendeva cura delle faccende domestiche e dei bambini, se rimanevano con loro, quando era lontana da casa.

### Impegno sociale e politico
Wijsmuller ha svolto diversi lavori non retribuiti come assistente sociale. Ad esempio, è stata coordinatrice di un'associazione per l'assistenza domiciliare e amministratrice di un asilo nido per bambini di donne lavoratrici. Dal 1939 è stata membro del consiglio di "Beatrix-Oord", un sanatorio di Amsterdam. Dopo la guerra lo fece trasformare in un ospedale generale, dove era possibile anche praticare l'aborto. È entrata a far parte della Vereeniging voor Vrouwenbelangen en Gelijk Staatsburgerschap ("Associazione per gli interessi delle donne e per la parità di cittadinanza"). Lì incontrò il presidente Mies Boissevain-van Lennep, che in seguito sarebbe diventato un combattente della resistenza.
Oltre a questo lavoro, Wijsmuller fu nominata numero 6 nella lista dei candidati liberali per le elezioni del consiglio comunale di Amsterdam nel 1935. A causa della minaccia di guerra fondò i Korps Vrouwelijke Vrijwilligers (KVV; "Corps for Female Volunteers", "Corpi di donne volontarie") nel 1938, che gestiva da casa sua, riuscendo a creare in breve tempo una vasta rete di persone.
Dal 1933 in poi, Wijsmuller si recò in Germania per andare a prendere i familiari di conoscenti ebrei e portarli sani e salvi nei Paesi Bassi. Lo ha fatto per molti anni a venire. Dopo la Notte dei cristalli nel 1938, le giunsero voci che i bambini ebrei vagavano incustoditi nei boschi, così si recò sul confine olandese-tedesco per vedere cosa stava succedendo. Ha fatto passare un ragazzo polacco di lingua yiddish attraverso la frontiera nascondendolo sotto la gonna e lo ha portato ad Amsterdam.
Dopo il 17 novembre 1938, da Amburgo prese il suo primo gruppo di 6 bambini dall'affollata sala d'attesa del consolato olandese. La dogana voleva farli scendere dal treno. Ma Wijsmuller minacciò di portarli tutti e sei dalla principessa olandese Giuliana, che notò essere seduta non lontano da lei. Fu sufficiente la frase "Bambini, lavatevi le mani e pettinatevi!" per risolvere la questione.

## Gli anni 1938 - 1939

### Dicembre 1938: una richiesta dall'Inghilterra
Nel novembre 1938 il governo britannico decise di consentire ai bambini ebrei di età inferiore ai 17 anni provenienti dai paesi nazisti di entrare nel Regno Unito per un soggiorno temporaneo. Diverse organizzazioni hanno iniziato a lavorare insieme nel Refugee Children Movement (RCM) per prendersi cura di questi bambini.
Il 2 dicembre, Wijsmuller ha ricevuto una richiesta di presentarsi al comitato olandese per bambini, di nuova costituzione, di Amsterdam. Durante questa visita era presente anche Norman Bentwich. Le chiese di recarsi a Vienna per incontrare un certo dottor Eichner, che poi hanno pensato che fosse il nome di Adolf Eichmann. È partita lo stesso giorno.

### L'incontro con Eichmann
Eichmann allora era il funzionario nazista che si occupava della "emigrazione" forzata degli ebrei. Si pensava che Wijsmuller, in quanto donna non ebrea, potesse essere in grado di ottenere il permesso dai nazisti di far viaggiare i bambini verso l'Inghilterra. Eichmann ha risposto dandole il permesso di viaggiare con 600 bambini, ma doveva verificarsi entro il prossimo sabato, durante lo Shabbat, una scadenza che sembrava presumere non potesse essere rispettata.
Per prima cosa, ha prenotato i treni alla stazione. Quindi, i genitori, le organizzazioni ebraiche e Wijsmuller sono riusciti a far partire i 600 bambini da Vienna il 10 dicembre. Il viaggio da Vienna verso Hoek van Holland è durato circa 30 ore. Un centinaio dei bambini hanno ricevuto alloggio nei Paesi Bassi, mentre gli altri 500 si sono recati in Inghilterra. Il vigore di Wijsmullers era alimentato dal modo degradante con cui aveva visto gli abitanti ebrei trattati a Vienna. Nei Paesi Bassi, tuttavia, nessuno credeva a ciò che aveva visto.

### Dicembre 1938 - settembre 1939: Kindertransport
Da allora fino allo scoppio della seconda guerra mondiale il 1 settembre 1939, Wijsmuller organizzò i trasporti dei bambini, noti come "Kindertransport", dalla Germania nazista e dai territori annessi, principalmente in Gran Bretagna, ma anche in Olanda, Belgio e Francia. I treni da sud-est arrivavano via Emmerich am Rhein il martedì e il mercoledì; il giovedì i treni da nordest passavano per Bentheim.
I bambini potevano portare una valigia, 10 marchi tedeschi e nessuna foto o oggetti di valore. Per lo più, ma non sempre era consentito, i compagni ebrei viaggiavano con i bambini fino al confine inglese, a condizione che tutti tornassero. Altrimenti i trasporti sarebbero finiti. Solo in una occasione, un gruppo di donne viaggiarono insieme con dei bambini indeboliti provenienti dai Sudeti tedeschi. È stata un'operazione eccezionale condotta sotto una forte pressione che ha richiesto la collaborazione di genitori, tutori e vari comitati con volontari in molte città e paesi. Sono state soprattutto le donne a prendersi cura del viaggio e della sistemazione dei bambini.
Wijsmuller era pienamente consapevole dell'urgenza di questi trasporti e mantenne i contatti con tutte le parti coinvolte in diversi paesi, compresi i principali comitati di Vienna, Amburgo, Francoforte e Berlino (dal marzo 1939 a Praga e Dantzig) e anche con le compagnie ferroviarie e navali. È stato grazie a questi contatti, alla sua capacità di recupero e ai suoi interventi che le evacuazioni sono avvenute più velocemente riuscendo a salvare più persone. Portava sempre con se in borsetta uno spazzolino da denti, una saponetta e un asciugamano, poiché le si poteva chiedere in qualsiasi momento di partire. Ha disposto che la polizia di frontiera e i controlli doganali fossero effettuati il più possibile sulla strada prima del confine. 
Il 24 agosto 1939 Wijsmuller fu accolta al confine da una delegazione della Gestapo con una banda di ottoni. Wijsmuller è stata costretta a festeggiare con loro che aveva attraversato il confine a Bentheim per la cinquantesima volta. Successivamente è stata citata dicendo che il successo dell'operazione era dovuto principalmente ai comitati ebraici di Vienna, Francoforte, Amburgo, Berlino e Breslavia (e successivamente a Praga, Dantzig e Riga). Questi comitati hanno preparato il trasporto dei bambini con grande cura. Anche altre persone hanno organizzato i trasporti, ad esempio Nicholas Winton e Recha Freier. Alla fine, 10.000 bambini fino ai 17 anni sono stati salvati da morte certa, trasportati su un percorso attraverso i Paesi Bassi in Gran Bretagna. Circa 1800 bambini rifugiati dai paesi nazisti sono rimasti nei Paesi Bassi.
In Inghilterra Wijsmuller ha avuto contatti con Lola Hahn-Warburg (presidente dell'RCM, che ha chiesto stupita: "ma sei stato mandato solo a parlare?" Quando Wijsmuller è arrivata con 600 bambini) e altri. Nei Paesi Bassi ha collaborato con l'assistente sociale Gertrude van Tijn del Comité voor Bijzondere Joodsche Belangen (Comitato per gli interessi speciali degli ebrei, appartenente al Comitato per i rifugiati ebrei), Mies Boissevain-van Lennep e molti altri.

### Marzo 1939: i bambini nel "Burgerweeshuis"
Dal marzo 1939, Wijsmuller fu nel consiglio di amministrazione dell'orfanotrofio di Amsterdam "Burgerweeshuis", (ora Amsterdams Historisch Museum), che iniziò ad accogliere i bambini rifugiati. I bambini sono arrivati in piccoli gruppi per pernottare dai Wijsmuller. Joop Wijsmuller li ha portati in gita, ad esempio ad Artis, lo zoo di Amsterdam. I bambini chiamavano Truus "Tante Truus" (zia Truus).
Dopo il primo grande trasporto, l'impegno è diventato più strutturato fino a concordare un massimo di 150 bambini per trasporto. Diverse volte alla settimana, Wijsmuller si è recata in Germania e nei territori occupati dai nazisti per andare a prendere i bambini e organizzare direttamente sul posto con gli organizzatori coinvolti. Tuttavia, lo scoppio della guerra tra Inghilterra e Germania nel settembre 1939 mise fine a questi trasporti, poiché da quel momento in poi i confini con il Regno Unito furono chiusi.

### Giugno-luglio 1939: le navi dei profughi
Nel giugno 1939, ad Anversa ebbero luogo i negoziati internazionali tra i paesi europei sulla distribuzione di quasi un migliaio di profughi ebrei sul transatlantico St. Louis. Wijsmuller faceva parte della delegazione olandese che salì a bordo della nave e accolse i 181 rifugiati al loro arrivo nei Paesi Bassi. Nel luglio 1939, Wijsmuller fu coinvolta nella partenza dei bambini sulla nave da carico "Dora", che alla fine sbarcò con 450 rifugiati nella regione palestinese del mandato inglese.

### Settembre 1939 - dicembre 1939: ultimi viaggi dal confine tedesco
La mobilitazione ha interrotto il traffico ferroviario e il confine a Bentheim in Germania è stato chiuso. Il 31 agosto, Wijsmuller è stata informata che un gruppo di bambini della Youth Aliyah era bloccato a Kleve: ha organizzato i documenti di viaggio, ha preso i bambini in autobus e li ha portati a Hoek van Holland per imbarcarli.
Il 1º settembre ha ricevuto una telefonata dalla Germania che diceva che i ragazzi ortodossi erano bloccati alla stazione di Kleve. Le ferrovie olandesi hanno preparato un treno composto da vagoni ristorante; alla stazione di Kleve ha anche trovato un gruppo di 300 uomini ortodossi della Galizia. Disse ai tedeschi che "dopotutto, anche questi sono ragazzi", e ottenne il permesso di andarsene. Fu l'ultimo gruppo a lasciare il territorio nazista attraverso Flessinga verso l'Inghilterra.
Nel novembre e dicembre 1939 raccolse regolarmente profughi ebrei a Bentheim (da Vienna e da altri luoghi) che avevano documenti per l'America. Sono partiti con la Holland America Line da Rotterdam.

## Gli anni 1940 - 1943

### Settembre 1939 - maggio 1940: viaggi in Inghilterra e nel sud della Francia
Dal settembre 1939 al maggio 1940, Wijsmuller ha aiutato molti bambini e adulti ebrei bloccati nei Paesi Bassi, Belgio, Danimarca e Svezia. Ha viaggiato con loro in Inghilterra e nelle zone non occupate di Francia e Spagna. In Danimarca ha organizzato un aereo per i rifugiati. In questi viaggi (in aereo ad Amsterdam, poi da Amsterdam in aereo in Inghilterra e quindi in treno a Marsiglia) accompagnava i profughi: ha organizzato per tutto il tempo i documenti di viaggio necessari, pur se difficili da ottenere.
Wijsmuller è stata descritta come un'organizzatrice di viaggi nata, in grado di rassicurare i rifugiati e di portare alla luce tutti i bambini di talento per canti, recitazioni e spettacoli durante il lungo viaggio in treno. Da Marsiglia la gente ha viaggiato in barca per cercare di raggiungere l'area sotto mandato inglese in Palestina.
Nel novembre 1939 Wijsmuller fu arrestata e molestata dai francesi a Marsiglia, sospettando che fosse la tanto ricercata spia tedesca "Erika". A causa della mancanza di prove ha dovuto essere rilasciata.

### Maggio 1940: i bambini del "Burgerweeshuis" in Inghilterra
Il 10 maggio 1940, Wijsmuller si trovava a Parigi per portare via un bambino quando seppe dell'invasione tedesca dei Paesi Bassi. Entro tre giorni è tornata ad Amsterdam, dove è stata immediatamente arrestata e interrogata dalla polizia olandese, sospettata di spionaggio. Dopo il suo rilascio è andata all'orfanotrofio "Burgerweeshuis" per vedere i bambini. Il comandante della guarnigione locale le ha trasmesso una richiesta da Londra per fare in modo che i bambini ebrei dell'orfanotrofio si recassero il più velocemente possibile verso la città costiera di IJmuiden in modo da poter prendere una nave per l'Inghilterra in tempo.
Wijsmuller ha portato con sé quanti più bambini possibile, in totale 74, sull'ultima barca, la "SS Bodegraven", che ha lasciato il porto. Pochi minuti dopo il governo olandese si arrese. Il Bodegraven salpò verso l'Inghilterra, ma a causa della nazionalità tedesca dei bambini, all'inizio non fu permesso loro di sbarcare. Alla fine la nave attraccò il 19 maggio a Liverpool.
I bambini hanno trascorso la guerra con famiglie affidatarie e in varie istituzioni in Inghilterra. Wijsmuller ha deciso di rimanere nei Paesi Bassi. Voleva stare con suo marito e inoltre ha scoperto che c'era più lavoro da fare per lei.

### Maggio 1940-1943: aiuto per i bambini ebrei durante l'occupazione
Dopo la capitolazione dei Paesi Bassi, Wijsmuller si recò a Bruxelles. Lì si è consultata con la Croce Rossa belga e il Comitato dei bambini belgi. A Parigi ha anche avuto contatti con la Croce Rossa francese e con l'OSE (Oeuvre Secours aux Enfants, un'organizzazione di aiuto ebraica per i bambini) per lavorare insieme. A Bruxelles ha preso contatto con Benno M. Nijkerk, un uomo d'affari olandese-belga. Hanno deciso di portare quanti più bambini possibile nel sud, legalmente o illegalmente.
Nijkerk ha fatto falsificare diverse carte d'identità a Bruxelles. Era il tesoriere del "Comité de Defense des Juifs", un gruppo di resistenza ebraica belga. Successivamente divenne membro di "Dutch-Paris", una rete clandestina della resistenza olandese, belga e francese. Wijsmuller ha contrabbandato le false carte d'identità con informazioni sulla via di fuga in Olanda. Questo lavoro è continuato almeno fino al 1943.
Durante questo periodo Wijsmuller si dedicò a unire le famiglie. Ha portato i bambini dai genitori che erano fuggiti in Belgio e in Francia. Sulla via del ritorno ha portato con sé dei bambini i cui genitori erano rimasti nei Paesi Bassi. A volte portava i bambini dai genitori in Germania. Ha affidato i figli di donne ebree con altre famiglie sicure subito dopo la nascita. Nel giugno 1943 viaggiò per l'ultima volta con bambini ebrei in direzione del confine spagnolo.

### 1941 - giugno 1942: aiuto per i soldati francesi
Dal 1941 al giugno 1942 organizzò gli aiuti per i soldati francesi che volevano fuggire. Su richiesta di Nijkerks, e per questo scopo, ha preso contatto con un tedesco appena oltre il confine olandese. Ha fornito ad altri soldati indumenti civili, una via di fuga e un rifugio a Nispen. Là i soldati dovevano dire che provenivano da "Madame Odi": lo pseudonimo di Wijsmuller.

### Contatti con i nazisti
Wijsmuller ha avuto contatti con tutta la gerarchia nazista. Li usava quando voleva che facessero qualcosa per lei. Ad esempio, ha ricevuto i documenti di viaggio per i bambini ebrei per lasciare il paese da un dipendente della Gestapo che credeva che i bambini appartenessero ai loro genitori. Prima di allora aveva accettato il suo invito a bere qualcosa con lui su una terrazza di Amsterdam. La vide camminare per strada e la riconobbe. In precedenza era stato ufficiale di frontiera durante il "Kindertransport".
Nel maggio 1941 l'SS-er Rajakowitsch la chiamò all'Aia. Ha dovuto descrivere quello che stava facendo e interrompere il suo aiuto. Altrimenti sarebbe stata la sua fine. Wijsmuller fingeva di ignorare e di non capire quanto fosse seria la situazione. Era conosciuta dai tedeschi come "la pazza signora Wijsmuller", ha aiutato gli ebrei, per niente. Wijsmuller in seguito ha elogiato gli ufficiali tedeschi per averla aiutata in situazioni terribili.

### Fino a marzo 1941: lavoro per la Croce Rossa di Amsterdam
Per la Croce Rossa di Amsterdam ha viaggiato con cibo e medicine nei campi di internamento di Gurs e St. Cyprien nel sud della Francia. Il finanziamento era stato in parte organizzato da Wijsmuller. Ha ottenuto i permessi di viaggio e di passaggio tedeschi richiesti tramite la Croce Rossa olandese e belga. Quando possibile, portava con sé i bambini ebrei e li portava di nascosto in Francia o in Spagna. Questo aiuto si è concluso nel febbraio 1941, quando la Croce Rossa olandese ha revocato i suoi permessi di viaggio dopo che Wijsmuller ha reso note le sue critiche sul loro rappresentante a Parigi.

### 1941 - giugno 1942: viaggi in Spagna
Dal maggio 1941 al giugno 1942, Wijsmuller è stata coinvolta con l'agenzia Hoymans & Schuurman e con altre parti interessate. Su richiesta delle SS, Wijsmuller fungeva da collegamento tra le SS, gli ebrei olandesi e l'agenzia. Ha accompagnato gruppi che avevano ancora il permesso dei nazisti, dovendo pagare loro un sacco di soldi, di lasciare l'Europa attraverso la Spagna e il Portogallo.
In questi viaggi in treno da Amsterdam al confine spagnolo, Wijsmuller ha portato con sé bambini che viaggiavano gratuitamente su sua insistenza; con questi viaggi ha portato in salvo circa 150 persone. Grazie a diversi altri interessati i viaggi sono continuati, consentendo ad altre 191 persone in più di sfuggire ai nazisti.

### Maggio 1942: arresto
Nel maggio 1942, Wijsmuller fu arrestata e incarcerata nella prigione di Amstelveenseweg ad Amsterdam. La Gestapo sospettava che stesse aiutando i rifugiati ebrei a fuggire dai Paesi Bassi verso Francia e Svizzera. Un gruppo di ebrei, e le persone che li nascondevano, sono stati arrestati nel loro nascondiglio a Nispen. Wijsmuller aveva fornito loro documenti d'identità falsi e vie di fuga, che lei contrabbandò da Bruxelles ai Paesi Bassi. A questo scopo, ha collaborato con Benno M. Nijkerk, del "Comité de Défense des Juifs". Ma poiché i profughi conoscevano solo lo pseudonimo "Madame Odi", Wijsmuller fu rilasciata dopo pochi giorni per mancanza di prove. Rimase in contatto con Nijkerk. Per lei, viaggiare all'estero divenne impossibile fino alla fine del 1943.

## Gli anni 1944 - 1945

### 1942-1944: gli aiuti alimentari
Dal 1942, la signora Wijsmuller è stata anche membro del Gruppo 2000, un gruppo di resistenza guidato da Jacoba van Tongeren. Lei era a capo dei servizi della Croce Rossa. Si è concentrata sull'invio di pacchi di cibo. Tutti i bambini di Westerbork ricevettero un pacco nel Natale del 1943. Dopodiché, la signora Wijsmuller lavorò tre giorni alla settimana con altri nella Chiesa Nuova per preparare e inviare pacchi di cibo. Prima alle persone a Westerbork, e da febbraio al settembre 1944 alle persone nei campi di concentramento di Bergen-Belsen e Theresienstadt. Un totale di 7000 pacchi sono stati inviati per nome. "[...] ma è grazie alla signora Wijsmuller che questo lavoro ha preso un tale avvio". La gente portava anche del cibo a casa sua da distribuire. Un commerciante di uova di Landsmeer le portava circa 1000 uova di anatra ogni settimana. La signora Wijsmuller li ha poi consegnati alle case per anziani e agli ospedali della città. Ha chiamato questo lavoro il "foodbusiness".

### Settembre 1944: gli orfani di Westerbork
Nel settembre 1944, Wijsmuller scoprì che 50 "orfani" di Westerbork sarebbero stati deportati. Aveva regolarmente portato da mangiare ad un certo numero di questi bambini nell'Huis van Bewaring (casa di detenzione) di Amsterdam. Allarmata da questa notizia, andò dai nazisti affermando di sapere che questi bambini non erano ebrei, ma nati da madri olandesi non ebree e soldati tedeschi. Secondo la legge questi bambini erano olandesi. Per dimostrare il suo punto di vista ha mostrato una fattura olandese che si era prodotta da sola. Ha insistito per un "trattamento speciale" per questi bambini. I bambini si sono recati a Theresienstadt, sono rimasti insieme in gruppo e sono ritornati dopo la guerra.

### 1944-1945: la fame nei Paesi Bassi
La fame è diventata un problema serio nelle città olandesi. Quando non è stato più possibile inviare pacchi di cibo ai campi, Wijsmuller, come membro di un gruppo interconfessionale, ha organizzato l'evacuazione di 6.649 bambini affamati da Amsterdam attraverso l'IJsselmeer verso le campagne.
Il 7 aprile 1945 la polizia di Amsterdam informò Wijsmuller che 120 soldati alleati erano ammalati e detenuti in un monastero ad Aalsmeer. Wijsmuller si è recata in bicicletta ad Aalsmeer, la prima volta con i farmaci, ed è riuscita a entrare minacciando i tedeschi che avrebbero potuto essere accusati dopo la guerra. Subito dopo la capitolazione della Germania Wijsmuller cercò un contatto con i tedeschi a Utrecht che la conoscevano con il soprannome di "la pazza signora Wijsmuller", fu indirizzata dai canadesi a Hilversum. Quest'ultimo le ha inviato le automobili necessarie, e Wijsmuller ha consegnato loro i soldati.

## Dopo la seconda guerra mondiale
Dopo la guerra Wijsmuller ha rintracciato i bambini sfollati in Germania, come membro numero 1 della KVV e come dipendente dell'UNRRA (un precursore delle Nazioni Unite). A ciò è seguita l'organizzazione di viaggi in Inghilterra, Svizzera e Danimarca di bambini malnutriti provenienti dai Paesi Bassi. Dal 1945 al 1966, è stata membro del consiglio comunale di Amsterdam per il partito liberale (VVD). È stata coinvolta nel lavoro sociale e in molti progetti sociali nei Paesi Bassi e all'estero.
Presto fece parte di circa 12 consigli di amministrazione di altrettanti comitati. Ad esempio, è stata coinvolta nella creazione di luoghi di lavoro per disabili ad Amsterdam e nella fondazione di un ospedale in Suriname. È stata una dei fondatori e membro del consiglio di amministrazione della Casa di Anna Frank. La maggior parte dei bambini ebrei scoprì che i loro genitori non erano sopravvissuti alla Shoah, ma alcuni si erano riuniti alle loro famiglie. Fino alla sua morte, Wijsmuller rimase in contatto con molti dei bambini che salvò, da Enkhuizen all'Inghilterra ed Israele.
Joop Wijsmuller morì il 31 dicembre 1964. Cietje Hackman visse insieme a Wijsmuller fino alla sua morte, avvenuta il 30 agosto 1978. Lasciò il suo corpo per la ricerca scientifica.
In un annuncio dopo la sua morte è stata descritta come la "Madre di 1001 bambini, che ha fatto il lavoro di salvare i bambini ebrei".

## La memoria di Wijsmuller
Wijsmuller è stata descritta e ricordata come una personalità impressionante, una donna con una voce potente di qualcuno che irradiava calore ed energia. Era una donna risoluta e pratica con un grande cuore per i bambini. Molto sfacciata, ma mai scortese. È stata in grado di convincere le persone, persino sopraffarle con la sua audacia. Sapeva improvvisare nelle situazioni difficili e negoziare e corrompere ogni volta che fosse necessario. Aveva un talento naturale per l'organizzazione. Preferiva lavorare da sola, poiché lo considerava più sicuro. Wijsmuller non ha mai accettato soldi per il suo lavoro. Nei mesi e negli anni successivi allo scoppio della guerra non ha mai smesso di andare ovunque fosse necessario lavorare.
Negli anni del dopoguerra è stata anche caratterizzata come una donna testarda e dominante, e, guardando indietro, come un'avventuriera. Ad Amsterdam fu soprannominata sia "tante Truus / zia Truus" che "stoomwals / rullo compressore".

## Monumenti
- Una sua scultura, realizzata da Herman Diederik Janzen , è stata inaugurata nel 1965 nel sanatorio "Beatrixoord" di Amsterdam. Sul piedistallo è scolpito: "G. Wijsmuller-Meijer, membro del consiglio comunale di Amsterdam 1945-1966. Bellatrix, Vigilans, Beatrix". Quando "Beatrixoord" è stato chiuso, Wijsmuller ha portato a casa la statua. Dopo la sua morte nel 1978 è stato ripristinato sulla Bachplein ad Amsterdam. Una targa ai piedi diceva: "Madre di 1001 bambini, che ha fatto del salvataggio di bambini ebrei il lavoro della sua vita". Nel 2019 è stata apposta una nuova targa con informazioni sulla sua opera di salvataggio prima e durante la guerra e sulle medaglie ricevute.[40]
- Nel novembre 2011, un monumento a Hook of Holland è stato inaugurato dal sindaco Aboutaleb, per commemorare i 10.000 bambini ebrei che partirono per l'Inghilterra da lì. Il monumento è stato progettato da Frank Meisler, uno dei bambini imbarcati. Ha realizzato altri tre monumenti che si trovano a Danzica, Berlino e Londra.
- Sono state intitolate a lei diverse strade ad Amsterdam, Gouda, Leida, Pijnacker, Coevorden e Alkmaar. A Leida un tunnel porta il suo nome.
- Ad Amsterdam il ponte numero 793 porta il suo nome.[41]
- L'asteroide numero 15296 è stato chiamato "Tante Truus" ("Zia Truus").
- L'8 marzo 2020 è uscito "Truus' Children", un documentario di Pamela Sturhoofd e Jessica van Tijn di "Special Eyes". È un'ode a Wijsmuller, con interviste a più di 20 "bambini" che ha salvato 80 anni fa.
- Una statua di Truus Wijsmuller e dei "1001 bambini" che ha contribuito a salvare è stata posata il 1º luglio nella sua città natale di Alkmaar. Il tributo è stato un'iniziativa della Historical Society of Alkmaar. La statua è stata realizzata da Annet Terberg-Pompe e Lea Wijnhoven.

## Onorificenze
- Medaglie della Croce Rossa olandese e tedesca
- Visser-Neerlandia Prijs nel 1962, per l'assistenza ai bambini ebrei
- Giusta tra le nazioni nel 1966
- Truus Wijsmuller, albero a Yad Vashem nel 1966
- Cittadina onoraria di Amsterdam, medaglia d'argento, aprile 1971, per il suo lavoro per la città